# New Deal (Texas)
New Deal város az USA Texas államában, Lubbock megyében. Lakosainak száma 730 fő (2020. április 1.).

## Népesség
A település népességének változása:
| Lakosok száma | 637  | 794  | 730  |
|               | 1980 | 2010 | 2020 |